# Acoso en la U

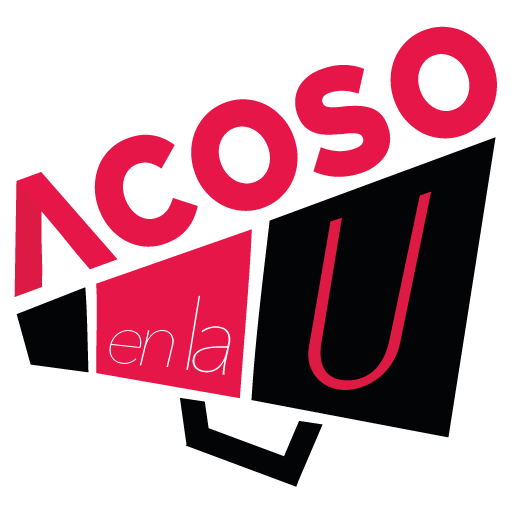
Logotipo oficial del movimiento feminista #AcosoEnLaU

Acoso en la U (#AcosoEnLaU) es un movimiento de activismo feminista mexicano iniciado desde un sitio web de denuncias anónimas contra el acoso sexual ejercido por profesores universitarios dentro de planteles educativos. El sitio web fue lanzado en noviembre de 2017 y se viralizó a través de las redes sociales al estar dentro del marco de denuncias internacionales por acoso sexual denominado "Me Too" (#MeToo, #YoTambién).

## Origen
Tras el movimiento en Hollywood de #MeToo, estudiantes del Tecnológico de Monterrey y de la Universidad de Monterrey, abrieron un blog de denuncia para publicar diversos testimonios anónimos por casos de acoso y abuso sexual por parte de maestros hacia el alumnado, siendo las acusaciones contra el ex-profesor Felipe Montes denunciado por abuso sexual con características pedófilas, el caso más polémico. La publicación del sitio web fue acompañada de un comunicado respaldado por organizaciones de activismo de la ciudad de Monterrey publicado el 9 de noviembre de 2017.

## Polémica
Tras la publicación del comunicado las instituciones educativas se vieron en problemas ya que ninguna de ellas contaba con protocolos o lineamientos para la resolución de conflictos en temas de acoso, hostigamiento y abuso sexual entre profesores y alumnos, además de las declaraciones que hacían los alumnos asegurando que las instituciones protegían a los docentes sobre los estudiantes.

### Expulsión de maestros
Las denuncias y la presión social que el movimiento Acoso en la U provocó en las universidades de Nuevo León obtuvieron como primer resultado la expulsión de diversos profesores acusados luego de investigaciones al interior de cada institución.

#### Tecnológico de Monterrey

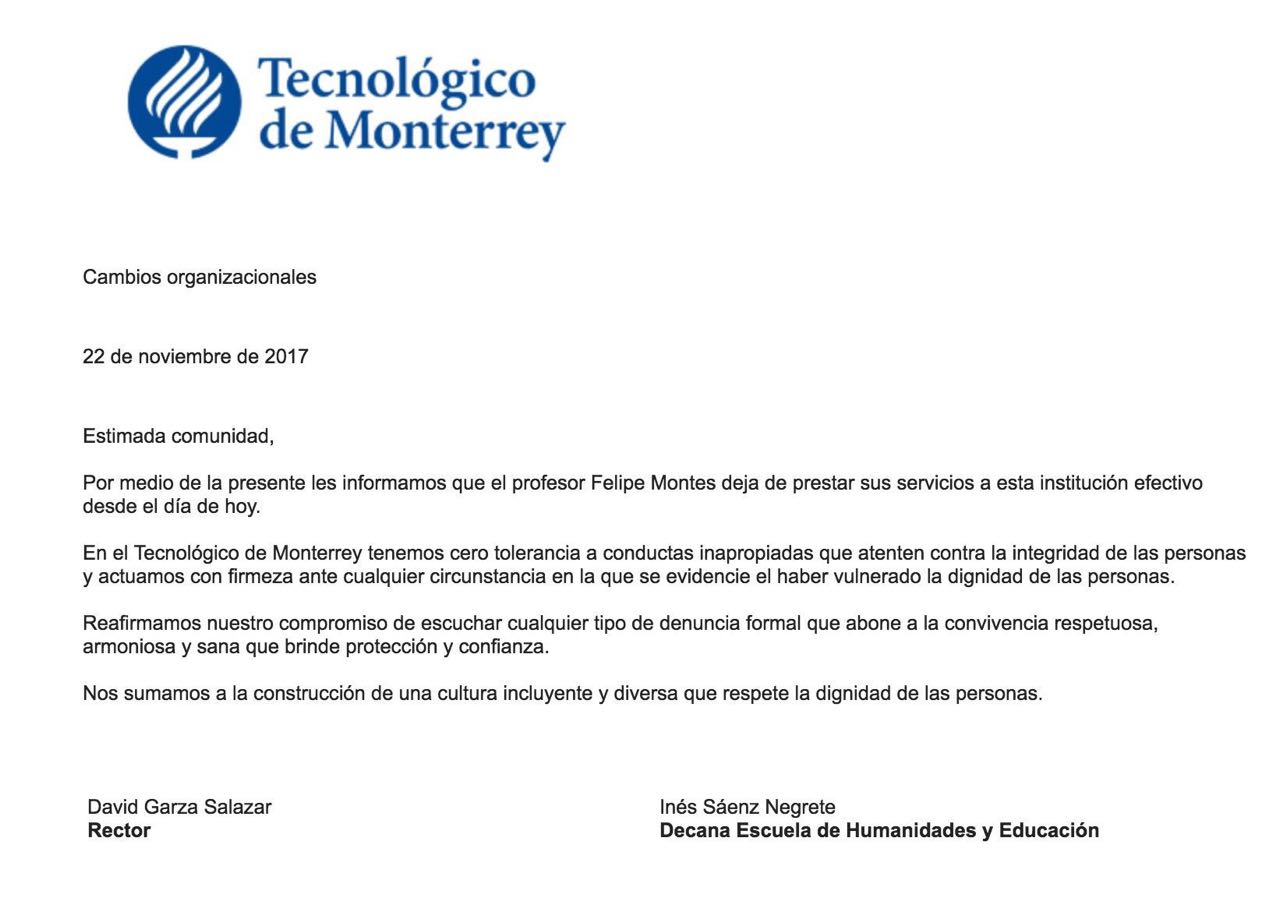
Comunicado de la expulsión de Felipe Montes en el Tecnológico de Monterrey.

Al día siguiente de la publicación del blog de denuncias de Acoso en la U, el Tecnológico de Monterrey envió un comunicado a su alumnado informando la situación y la suspensión momentánea de los maestros señalados como medida preventiva mientras iniciaban una investigación con base en el protocolo He For She que en esos momentos se encontraba en desarrollo por parte de docentes y alumnas feministas. Para dicha investigación se solicitaron los testimonios en persona de las alumnas agredidas que estaban detrás de las denuncias publicadas anónimamente.

Finalmente el 22 de noviembre de 2017, por medio de un comunicado, el rector del Instituto Tecnológico y de Estudios Superiores de Monterrey (ITESM), David Garza Salazar y la decana de la Escuela de Humanidades y Educación, Inés Sáenz Negrete informaron que el profesor y poeta Felipe Montes fue despedido de la institución. Al mismo tiempo reafirmaron su compromiso de escuchar cualquier tipo de denuncia formal que abonara a la convivencia respetuosa, armoniosa y sana que brinde protección y confianza.
“En nuestra institución tenemos cero tolerancia a conductas inapropiadas que atenten contra la integridad de las personas y actuamos con firmeza ante cualquier circunstancia en la que se evidencie el haber vulnerado la dignidad de las personas”. 

### Cobertura
Las denuncias publicadas por el sitio Acoso en la U tuvieron gran alcance al haber tenido seguimiento por parte de medios de comunicación no solo de internet sino por los diarios más importantes del país como El Norte, Proceso, Milenio, Aristegui Noticias e incluso mención en el noticiero nocturno de mayor alcance en México "En Punto con Denise Maerker" entre muchos otros.

## Protocolos contra el acoso
Como resultado de las denuncias por acoso sexual publicadas en el blog de Acoso en la U y tras la resolución del caso del profesor Felipe Montes, el Tecnológico de Monterrey (ITESM), la Universidad de Monterrey (UDEM) y la Secretaría de Educación Pública de Nuevo León publicaron sus protocolos contra el acoso sexual antes de cerrar el año 2017 y no fue hasta mayo de 2018 que la Universidad Autónoma de Nuevo León (UANL) publicó su protocolo contra el acoso tras meses de presión por parte de activistas, alumnas y sociedad civil.

## Actualidad
Desde finales del 2018 #AcosoEnLaU se conformó como una ONG dedicada a luchar contra el acoso, abuso y hostigamiento sexual al interior de las universidades públicas y privadas en todo México. A través de su programa de voluntarias "Red de Aliadas" trabajan en la erradicación de la violencia de género, la creación de protocolos y el empoderamiento de las denunciantes.
A principios del 2019 #AcosoEnLaU expandió su Red de Aliadas nacionalmente en estados como Coahuila, Querétaro, Edo. de México, Guadalajara, Veracruz, Chiapas y Baja California; siendo uno de sus primeros logros en el año la creación de un Protocolo para prevenir la violencia de género en la Universidad Autónoma de Coahuila.
Después de que el  INAI falló en contra del movimiento y se les pidió dar seguimiento al procedimiento legal iniciado por una persona titular de datos personales, #AcosoEnLaU y la Red en Defensa de los Derechos Digitales (R3D) demandaron al Instituto que replanteara su dictamen puesto que lo calificó de ser una nueva forma de acosar.
Sin embargo, en un comunicado lanzado poco tiempo después el Instituto negó rotundamente estas acusaciones y apeló que nunca pidió que compartieran información personal de las denunciantes.